# Jason (slak)
Jason is een geslacht van weekdieren uit de klasse van de Gastropoda (slakken).

## Soort
- Jason mirabilis M. C. Miller, 1974